# 장익현
장익현(1918년 9월 17일~2000년 10월 7일)은 대한민국의 정치인이다. 제5대 국회의원을 지냈다.

## 역대 선거 결과
|  | 16.65% |

|  | 0% |